# Mesobuthus phillipsi
Espèce
Synonymes
- Buthus phillipsi Pocock, 1889

Mesobuthus phillipsi est une espèce de scorpions de la famille des Buthidae.

## Distribution
Cette espèce est endémique d'Iran,. Elle se rencontre dans les provinces de Bouchehr, de Fars et de Kohguilouyeh-et-Bouyer-Ahmad.

## Description
Le mâle syntype mesure 47,5 mm.
Le mâle décrit par Kovařík, Fet, Gantenbein, Graham, Yağmur, Šťáhlavský, Poverenni et Nouvruzov en 2022 mesure 45,96 mm et la femelle 49,23 mm.

## Systématique et taxinomie
Cette espèce a été décrite sous le protonyme Buthus phillipsi par Pocock en 1889. Elle est placée dans le genre Mesobuthus par Vachon en 1950.

## Étymologie
Cette espèce est nommée en l'honneur d'Ethelbert Lort Phillips.

## Publication originale
- Pocock, 1889 : « Notes on some Buthidae, new and old. » Annals and Magazine of Natural History, sér. 6, vol. 3, p. 334–351 (texte intégral).